# 豊明母子4人殺害事件
豊明母子4人殺害事件（とよあけぼしよにんさつがいじけん）とは、2004年（平成16年）9月9日に日本の愛知県豊明市沓掛町で発生した殺人・放火事件。
会社員男性宅に何者かが侵入し、当時在宅中だった男性の妻（当時38歳）と小中学生の息子2人、娘1人の母子4人が殺害され、現場の家が放火された。愛知県警察が所轄警察署の愛知警察署に特別捜査本部を設置して捜査を継続しているが、事件から20年が経過した2024年（令和6年）9月時点でも被疑者は逮捕されておらず、未解決事件となっている。

## 概要
2004年9月9日4時25分ごろ、愛知県豊明市沓掛町石畑165-2（座標）の民家から出火し、鉄骨造2階建ての家屋（延べ約165平方メートル）を全焼した。焼け跡からは家主の男性A1（当時45歳）の妻である女性A2（当時38歳）と、A1・A2夫婦の長男A3（同15歳）、長女A4（同13歳）、次男A5（同9歳）の母子4人が他殺体で発見された。A1は仕事のため家におらず、無事だった。また、父親が前日の午後11時頃に母親へ残業の電話をした際には、被害者宅に異変はなかった。
午前4時25分頃、近隣の住人から119番通報があった（出火は午前4時すぎと思われる）。室内には灯油のような油分が検出されたことや、4人の遺体のうち、火災による損傷が激しかったA5を除く3人の遺体には鈍器で殴られた痕や刃物による刺傷が確認されたことから、愛知県警察捜査一課と所轄警察署である愛知警察署は、本事件を殺人・現住建造物等放火事件と断定し、愛知署内に特別捜査本部を設置した。
犯人の侵入経路は正確には分かっていない。玄関や勝手口（台所および風呂場前の通路に繋がる）の他、1階の窓は全て鍵が閉まっており（高熱で変形し確認できない窓もある）、唯一2階の長男の部屋の窓は網戸だったことから入ることは可能だったが、2階に上るための梯子をかけた跡など犯人の侵入した形跡は見つからなかった。車庫内の所定の場所（物置）に勝手口の鍵が隠されていたが（仕事で帰宅時間が遅くなるため、父親が母親にメールで置くよう頼んだもの）、この鍵は同場所から発見されており、犯人が入出時に使用したか不明である。
被害者宅では犬を飼っていたが、事件発生時に「犬の吠える声」は近隣住人に聞かれていない（普段はよく吠えていた）。また、首輪も外されており、火災時には被害者宅の車の下に隠れ生存している。
灯油が撒かれた跡は遺体周辺の他、被害者宅の広範囲に及ぶが、一方で被害者宅には灯油が元々なかったとされており、犯人が持ち込んだものとみられている。被害者宅から散乱したマッチの燃えかすや灯油が染みこんだ新聞紙も発見されており、火をつけて逃走し逃げる時間を稼いだ可能性も考えられる。また、被害者宅周辺（庭や犯人が逃走したと思われる道路など）からは犯人の血液反応が出ておらず、殺害時に返り血を浴びた犯人が着ていた衣類なども現場で一緒に焼却した可能性がある。その他、犯人の遺留品などは見つかっていない。
犯人が貴金属類や預金通帳などに触れた形跡はない。また、被害者宅から見つかった財布には現金が入っていなかったが、犯人により抜き取られたかは不明である。被害者宅から燃え残った現金が発見されたという報道もある。
被害者宅周辺は住宅街ではあったが、事件当時は街灯が少なく夜は比較的暗かった。現場となった住宅は県警が証拠保存のために2005年（平成17年）9月まで預かっており、その後A1に返却され、A1は「せめて3回忌までは残したい」と話していたが、事件から2年後の2006年（平成18年）には損傷が激しくなったことやいたずらが相次いだことから、A1が解体して更地にすることを決意、同年9月に解体されている。

## 遺体の状況
被害者の性別によって殺害方法が異なっていた。母親と長女は刃渡り約20センチのサバイバルナイフで顔や背中など十か所以上を執拗に刺されたことによる出血性および外傷性ショック死とみられる。刺創幅は3センチ程だが、母親は一部が肺に到達している深い傷もあり、長女は刺されたときの強い衝撃で肋骨が折れていた。刃こぼれの形跡はない。
長男と次男には刺し傷がなく、金属製（バールなど）の鈍器のようなもので殴られたことによる頭部損傷（数センチほどの陥没骨折あり）が確認され、それぞれ急性クモ膜下出血、脳挫傷が死因となっている。何度も殴られた痕跡はない。
被害者の遺体には抵抗した痕跡（防御傷など）がなく、寝ているときに襲われた可能性が高い。肺に溜まった煤の状況から4人は放火後もある程度生きていた可能性がある。また、同じく煤の状況から次男・母親・長女・長男の順に死亡したと考えられるが、上記殺害行為がこの順序で行われたかは不明である。
午前4時頃、女性の悲鳴が近隣住人に聞かれたとする報道もある。犯行は30分ほどと比較的短時間で行われたものと思われる。この他、2階で発見された母親・長男・長女の遺体には発見時、布団がかけられていた（次男の遺体は1階の居間で発見されている）。

## 不審者等の情報
- 2003年（平成15年）7月下旬の午後8時半頃に、何者かが被害者宅の玄関のドアを「ガチャガチャ」と無理やり開けようとしている[29]。また、2004年（平成16年）に入ってからは被害者宅方を見る不審者も目撃されており、施錠などに気を配り一家の防犯意識は高まっていた[17][29][27]。
- 消火作業をしていた地元の消防団員が、現場付近で不審なワゴン車（トヨタ・ハイエースのスーパーGL、緑色、尾張小牧ナンバー）を目撃している[15]。30 - 40代の男が運転していたという[15]。
- 出火時刻より少し前の午前3時40分頃、被害者宅付近（約200m）の脇道から県道に出てきた軽乗用車（青っぽい車体、尾張小牧ナンバー）が目撃されている[30]。なお、事件のあった豊明市は「名古屋ナンバー」の区域である。

## その他
2005年（平成17年）3月11日、残された遺族である父親（=被害者の夫）が本事件とは関係のない勤務先の会社絡みでの詐欺容疑で逮捕されているが、「捜査の過程で"家族が殺された事件"についての取り調べも受けた」と後に開かれた会見においてこの父親自身が語っている。また、強引な取り調べをする警察の手法や家族の事件にまで関与しているかのように報じた一部マスコミに対して強い不満を表明している。なお、これまで行われた警察の捜査によっても本事件との関わりは否定されている。
本事件が発生した前後の2004年8月 - 9月にかけては、加古川7人殺害事件（8月2日発生）、津山小3女児殺害事件（9月3日）、栃木兄弟誘拐殺人事件（9月12日）、金沢市夫婦強盗殺人事件（9月13日）、長野・愛知4連続強盗殺人事件（9月17日に犯人逮捕）、大牟田4人殺害事件（9月21日発覚）と、日本各地で被害者が大量に上ったり、幼い子供が犠牲になったりする凶悪な殺人事件が短期間に相次いで発生していた。警察庁は『平成16年の犯罪情勢』で、同年に発生した主な殺人事件の事例として、本事件と加古川7人殺害事件、長野・愛知4連続強盗殺人事件、大牟田4人殺害事件を挙げている。

## 参考情報
- 「愛知・豊明4人殺害10年　母子の無念、解決誓う」『日本経済新聞』日本経済新聞社、2014年9月10日。オリジナルの2016年10月6日時点におけるアーカイブ。2014年9月10日閲覧。
- 「忘れない：4人の笑顔、奪われ5年（愛知・母子殺害放火事件）」『毎日新聞』毎日新聞社、2009年11月21日。オリジナルの2010年2月5日時点におけるアーカイブ。2013年11月24日閲覧。